# Кардіффський університет
Кардіффський університет (валл. Prifysgol Caerdydd) заснований у 1889 році і є громадським дослідницьким університетом, що знаходиться у місті Кардіфф (Уельс). У 1988 році його об'єднано з Університетом Уельського Інституту науки та технологій. Коледж отримав офіційну назву «Кардіффський університет» у 1999 році, а у 2005 році, коли він став незалежним університетом, що присуджує власні вчені ступені, вона стала його офіційною назвою. Він є третім найстарішим університетським закладом Уельсу, і складається з трьох коледжів: Мистецтв, Гуманітарних та суспільних наук, Біомедицини та наук про життя, Фізичних наук та Техніки.

## Статус
Кардіфф є єдиним Уельським членом «Расельської групи» британських університетів, що активно займається науковими дослідженнями. Він визнаний провідним закладом, що надає високоякісну освіту дослідницького типу і знаходиться у топ-200 університетів світу згідно з чотирма основними міжнародними рейтингами, та у топ-60 у всіх трьох британських таблицях досягнень. За якістю досліджень перебуває на п'ятому місці серед британських мультидисциплінарних установ. За 2017—2018 роки Кардіфф отримав оборот у розмірі 516.1 мільйона фунтів, включно з 106 мільйонів фунтів з дослідницьких ґрантів та контрактів.

## Історія

### Університетський коледж

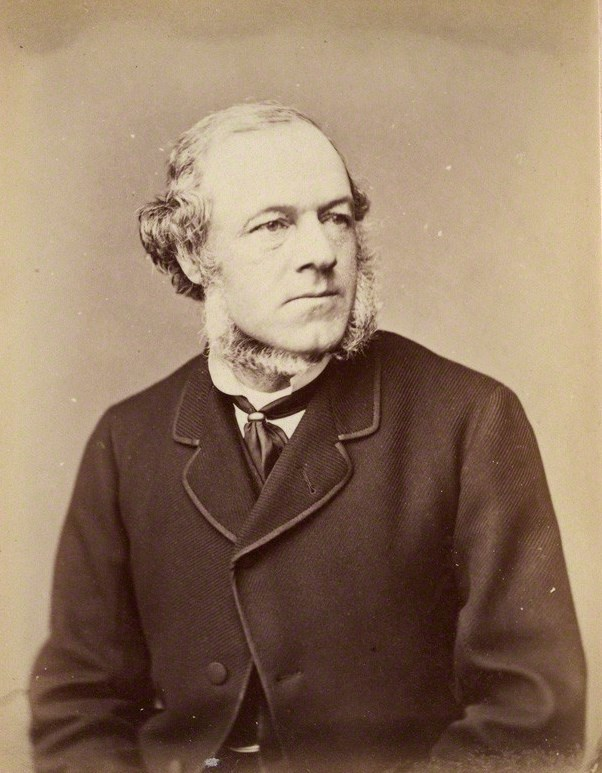
Генрі Брюс, 1-й барон Абердер зіграв ключову роль у заснуванні університету.

У жовтні 1881 року уряд Вільяма Гладстона назначив відомчу комісію для того, щоб провести «дослідження природи та ступеню середньої і вищої освіти в Уельсі» за головування лорда Абердера.
Звіт Ебердера зібрав докази з широкого кола джерел і понад 250 свідків, та рекомендував по одному коледжу для Північного і Південного Уельсу, другий з них мав знаходитися в Гламоргані, а перший — Університетський коледж Уельсу, мав бути заснованим у Абери́ствіті (тепер Абериствітський університет).
Комітет зіслався на унікальну валлійську національну ідентичність та відзначив, що багато студентів в Уельсі не могли собі дозволити поїхати до університету в Англії або Шотландії. Він виступив за національний університету Уельсу, що присуджуватиме вчені звання, складатиметься з регіональних коледжів, буде позаконфесійним, та не викладатиме теологію.

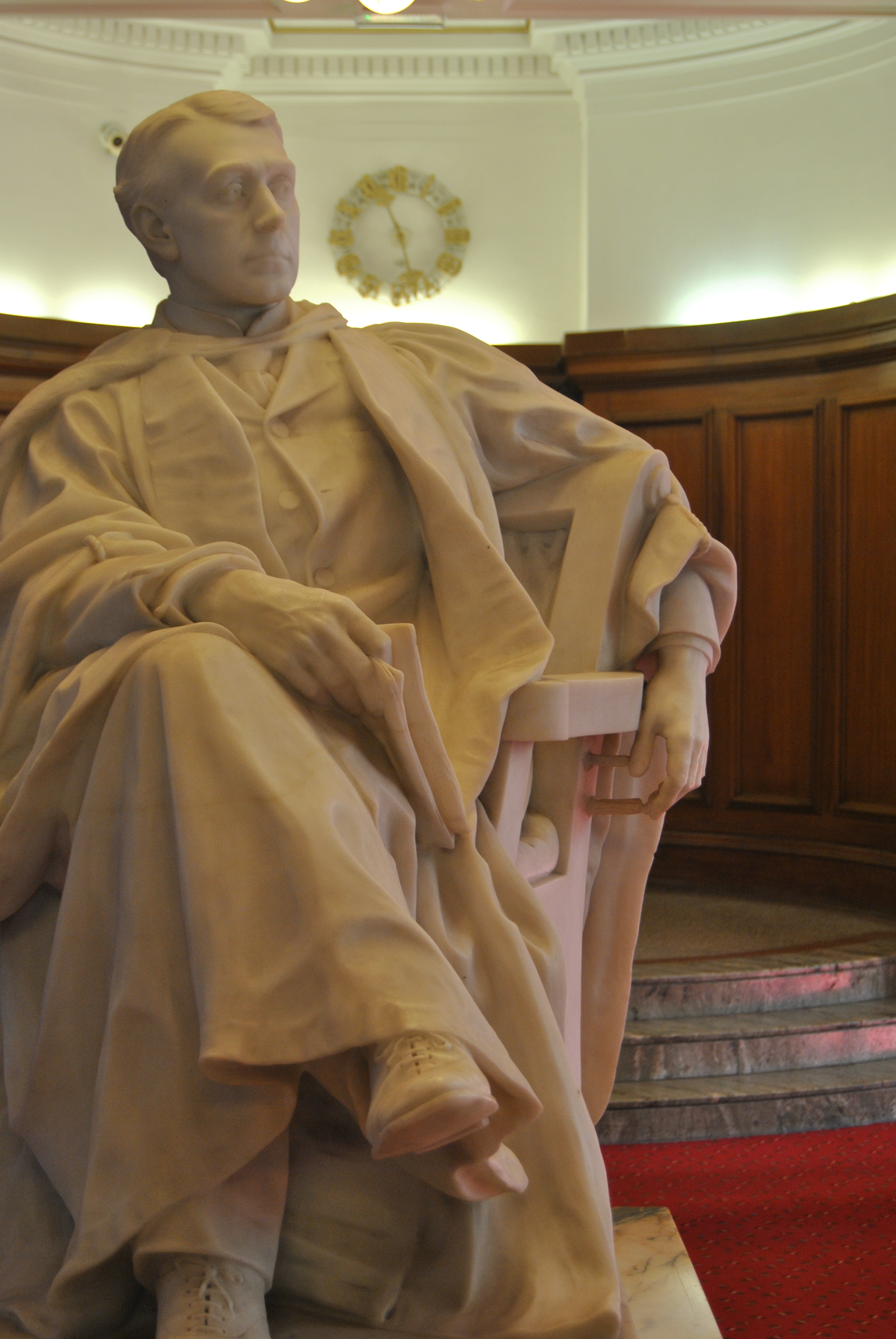
Джон Вір'яму Джонс був першим ректором Коледжу.

Університетський коледж Південного Уельсу та Монмутширу відкрився 24 жовтня 1883 року, і пропонував курси біології, хімії, англійської мови, французької, німецької, грецької мов, історії, латини, математики та астрономії, музики, валлійської мови, логіки та філософії, а також фізики. Наступного року він був  затверджений королівською хартією, і таким чином став першим в Уельсі, що дозволив зарахування жінок, та, зокрема, забороняв релігійні тестування для вступу. Джон Вір'яму Джонс був призначений першим ректором університету у віці 27 років. Оскільки Кардіфф не був незалежним університетом і не міг присуджувати власні наукові ступені, він готував своїх студентів до іспитів у Лондонському університеті або до подальшого навчання в Оксфорді чи Кембриджі.
В 1888 році університетський коледж  у Кардіффі та університет Північного Уельсу (нині Банґорський університет) запропонували університетському коледжу Уельсу в Абери́ствіті об'єднатись задля отримання Статуту університету для Уельсу, за зразком статуту Університету Вікторії, конфедерації нових університетів Північної Англії. Такий Статут було надано новому Університету Уельсу в 1893 році, що дозволяв коледжам, як його членам, присуджувати вчені ступені. Почесним ректором, згідно посади, назначили принца Уельського, а посада діючого ректора чергуватиметься поміж ректорів коледжів.
У 1885 році було відкрито Ебердер Холл, як перший університетський гуртожиток, що дозволило жінкам мати доступ до університету. Він переїхав на своє теперішнє місцезнаходження у 1895 році, але залишається виключно жіночим гуртожитком. У 1904 році відбулось призначення першої жінки-доцентки у Великій Британії, Міллісент Маккензі, яка в 1910 році стала першою жінкою-штатною професоркою Королівського університету Великої Британії.
14 жовтня 1909 року відбулось відкриття будівлі «Нового коледжу» у парку Кетгейз (тепер головний корпус), з церемонією ходи від «Старого коледжу» у Ньюпорт-Роуд.
У 1931 році Медична школа, заснована, як частина коледжу в 1893 році, разом з факультетами анатомії, фізіології, патології, фармакології, була відокремлена для того, щоб сформувати  Валлійську Національну медичну школу, яка в 1984 році була перейменована у Медичний коледж Уельського університету.
У 1972 році заклад було перейменовано  на Коледж Кардіффського університету.

### Злиття 1988 року
У 1988 році Коледж Кардіффського університету зазнав надзвичайних фінансових труднощів і серйозно розглядалась заява про його неплатоспроможність. Це призвело до злиття з Інститутом науки та технологій Університету Уельсу  (UWIST), щоб сформувати Кардіффський коледж Університету Уельсу. Ректором нової установи став сер Обрі Тротмен-Дікенсон, який раніше очолював Інститут науки та технологій Університету Уельсу (UWIST). Після змін до Конституції 1996 року, його було перейменовано на Уельський університет, Кардіфф.

### Незалежність і злиття 2004 року

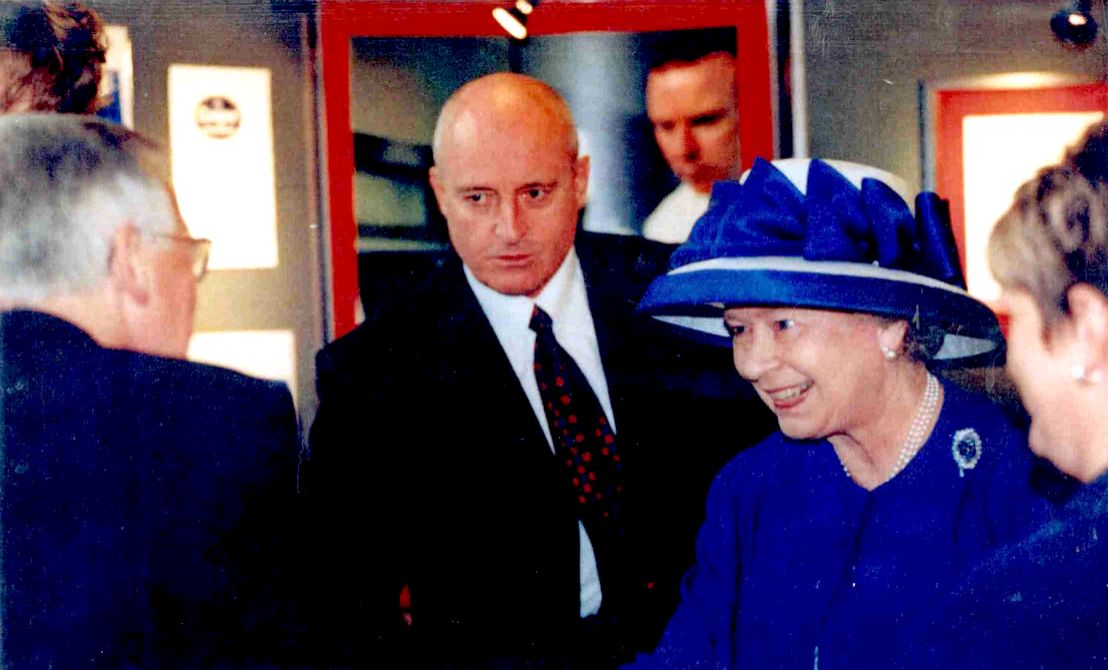
Королева Єлизавета II з Ентоні Дж. Мозесом під час візиту в Кардіффський університет у 2000 році

У 1997 році коледжу було надано цілком незалежні повноваження, що дозволяють присуджувати вчені ступені Таємною радою Великої Британії (хоча, у складі Університету Уельсу, вона не може почати ними користуватись) і у 1999 році офіційну назву університету змінили на «Кардіффський університет».
У 2002 році, після публікації огляду вищої освіти в Уельсі, Уельською урядовою асамблеєю, виникла думка знову приєднати Кардіфф до медичного коледжу Університету Уельсу. Таке приєднання стало можливим 1 серпня 2004 року, коли Кардіффський університет перестав бути складовою частиною університету Уельсу і став незалежним «приєднаним закладом», що входить до складу федерального університету. Процес злиття завершився 1 грудня 2004 року, коли Акт парламенту на передачу активів UWCM Кардіффському університету отримав королівську санкцію. 17 грудня було оголошено, що Таємна рада Великої Британії утвердила новий Установчий Статут і надала статус університету Кардіффу, юридично змінивши назву закладу на «Кардіффський університет». Кардіфф присвоював наукові звання університету Уельсу студентам, які вступили до 2005 року, та їх замінили на наукові звання Кардіффського університету.

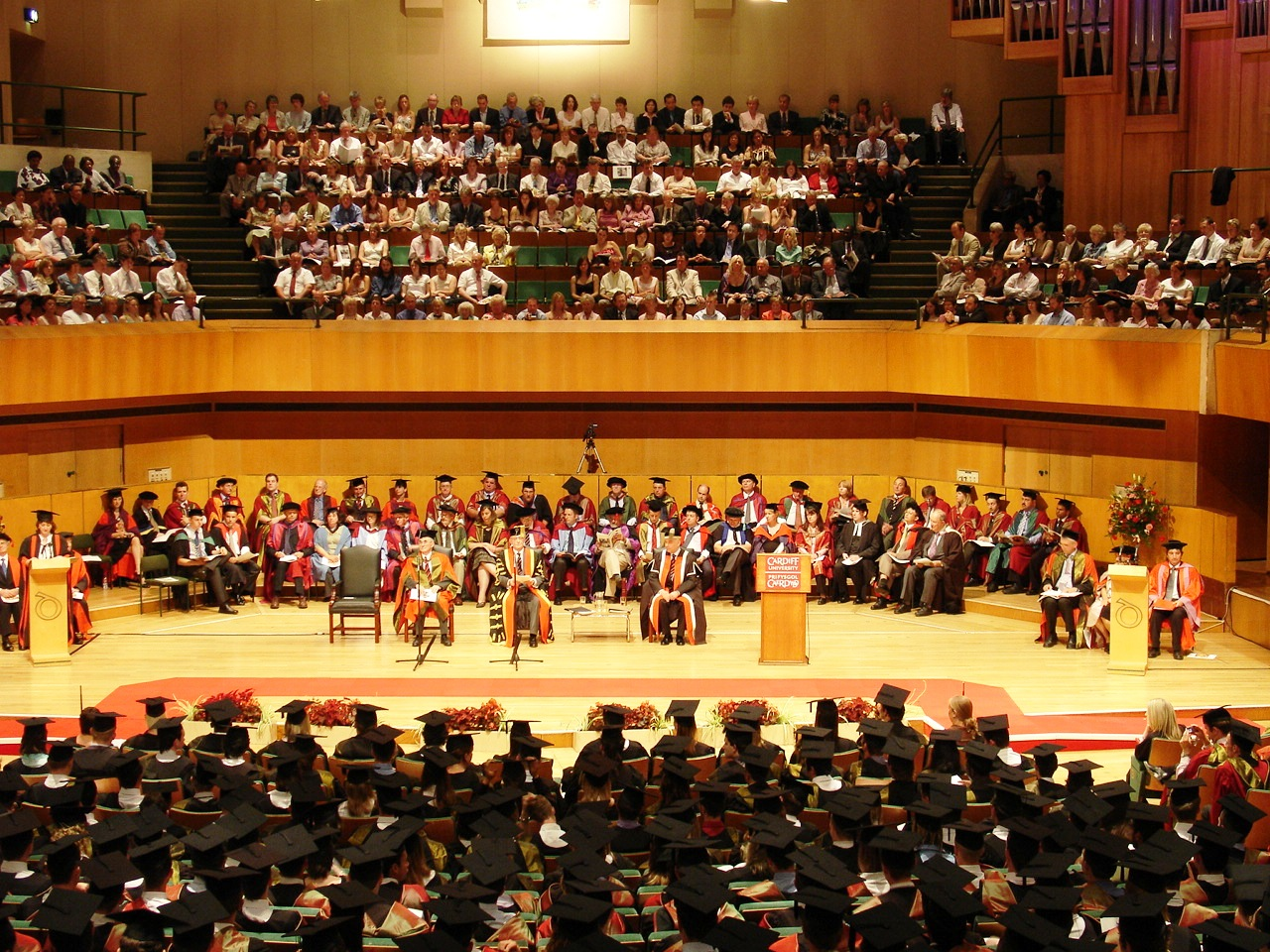
Вручення дипломів Кардіффського університету у 2006 році

У 2005 році Уельський медичний коледж, як частина університету, заснував Клінічну школу Північного Уельсу у Рексемі, у співпраці з Інститутом вищої освіти Північно-Східного Уельсу міста Рексем, Уельського університету у Банґорі та Національної служби охорони здоров'я Уельсу Національної служби охорони здоров'я Уельсу.
Університет також має популярний «Центр неперервної освіти», який викладає широкий спектр курсів понад 125 років. Однак у липні 2009 року університет оголосив про завершення курсів із понад 250 гуманітарних дисциплін у Центрі, скоротивши понад 100 штатних працівників.
У червні 2010 року університет запустив три нових науково-дослідних інститути, кожен з яких пропонує новий підхід до основних сучасних дослідницьких питань. Науково-дослідний інститут нейронаук та психічного здоров'я та Інститут досліджень стовбурових клітин раку розташовані у спеціально побудованій будівлі імені Гайдіна Елліса, та в Науково-дослідному інституті місць захисту навколишнього середовища. Інша частина Кампусу науки та розвитку, Дослідницький центр візуалізації мозку Кардіффського університету, що скорочено називається CUBRIC, відкритий у червні 2016 року для досліджень нейровізуалізації.

## Кампус

### Наукові інституції
Академічні об'єкти університету зосереджені навколо парку Кетгейз у центральній частині Кардіффа, вони складаються з головного корпусу університету, занесеного у список пам'яток архітектури, адміністративного житла і приміщень, та наукової бібліотеки; занесених у список пам'яток архітектури, а корпусу Б'юта;, у якому знаходиться Уельська школи архітектури та Кардіффська школа журналістики медіа та культурознавства;; корпус Гламоргана;, занесений у список пам'яток архітектури, в якому знаходиться Кардіффська школа з планування, географії та соціальних наук, корпус Редвуда (названий так на честь сім'ї Редвуд з Бовертону у 1979 році), у якому знаходиться Школа фармації та фармацевтичних наук; корпус суду, в якому знаходиться Кардіффська школа права;; та корпус біологічних наук, в якому є технічні засоби для викладання як біологічних наук, так і медичних. Школа технічних наук, Школа комп'ютерних наук та інформатики, і Школа фізики та астрономії розміщені в корпусах Королеви на Ньюпорт Роуд.
Ряд наукових інституцій університету розташований у кампусі Хіт Парк, на базі університетської лікарні Уельсу. Там знаходиться Медична школа Кардіффського університету, Школа стоматології, Школи наук про охорону здоров'я, а також Школа оптометрії та наук про зір.
|                                           |
| Головний корпус – завершений у 1909 році. |

|             |
| Школа хімії |

|                                |
| Вхід до Школи біологічних наук |

|                                  |
| Кардіффська школа технічних наук |

|              |
| Корпус Б'юта |

|                                         |
| Школа музики Кардіффського університету |

|                  |
| Школа психології |

|                          |
| Кардіффська бізнес-школа |

|                       |
| Корпус Гайдіна Елліса |

|              |
| Корпус Тавер |

|                   |
| Корпус Ґламорґана |

|                                   |
| Бібліотека Школи права і політики |

|                                  |
| Школа оптометрії та наук про зір |

|                                                        |
| Корпус Редвуда — Школа фармації та фармацевтичних наук |

|              |
| Ебердер Голл |

|                                                                                     |
| Зовнішній вигляд Студентської спілки Кардіффського університету з вулиці Парк Плейс |

### Спортивні споруди
Більшість університетських спортивних споруд розташована в спортивному містечку в комплексі Телібонт Голлз. Він включає в себе споруди для футболу, бадмінтону, баскетболу, тенісу, хокею та тренажерний зал. Додатковий тренажерний зал та сквош-корти розташовані в університетському центрі для фітнесу і сквошу, поблизу кампусу в центрі міста, у Кетгейз Парку. Більші спортивні поля для регбі, футболу і лакросу розташовані на університетських стадіонах поблизу Ланрумні;. Університет також використовує стадіон Мілленіум, що знаходиться неподалік, для змагань з регбі, таких як щорічний університетський турнір.

## Організація

### Школи та коледжі
26 наукових шкіл університету розділені на три коледжі: Коледж мистецтв, гуманітарних і соціальних наук; Коледж біомедицини та науки про життя; та Коледж фізичних наук.
| Коледж мистецтв, гуманітарних і соціальних наук - Бізнес Кардіффська школа бізнесу - Англійська мова, комунікації та філософія - Географія та планування - Історія археології та релігії - Журналістика, медіа та культурологія Кардіффська школа журналістики, медіа та культурології - Юриспруденція і політика Кардіффська школа права і політики - Сучасні мови - Музика Музична школа Кардіффського університету - Соціальні науки - Уельська мова | Коледж біомедичних досліджень та науки про життя - Біологічні науки - Стоматологія - Валеологія - Медицина - Медична школа Кардіффського університету - Оптометрія і зір - Фармація та фармацевтичні науки - Післядипломна медична та стоматологічна освіта (Деканат Уельсу) - Психологія | Коледж фізичних наук - Архітектура - Уельська школи архітектури - Хімія - Комп'ютерні науки та інформатика - Земля і океанологія - Технічні науки - Математика - Фізика та астрономія |

Кардіфф також має Академію докторантури, яка об'єднує роботу чотирьох попередніх дисциплінарних магістратур, а також аспірантські наукові дослідження Університетського центру післядипломної освіти.

## Академічний профіль

### Престиж та рейтинги

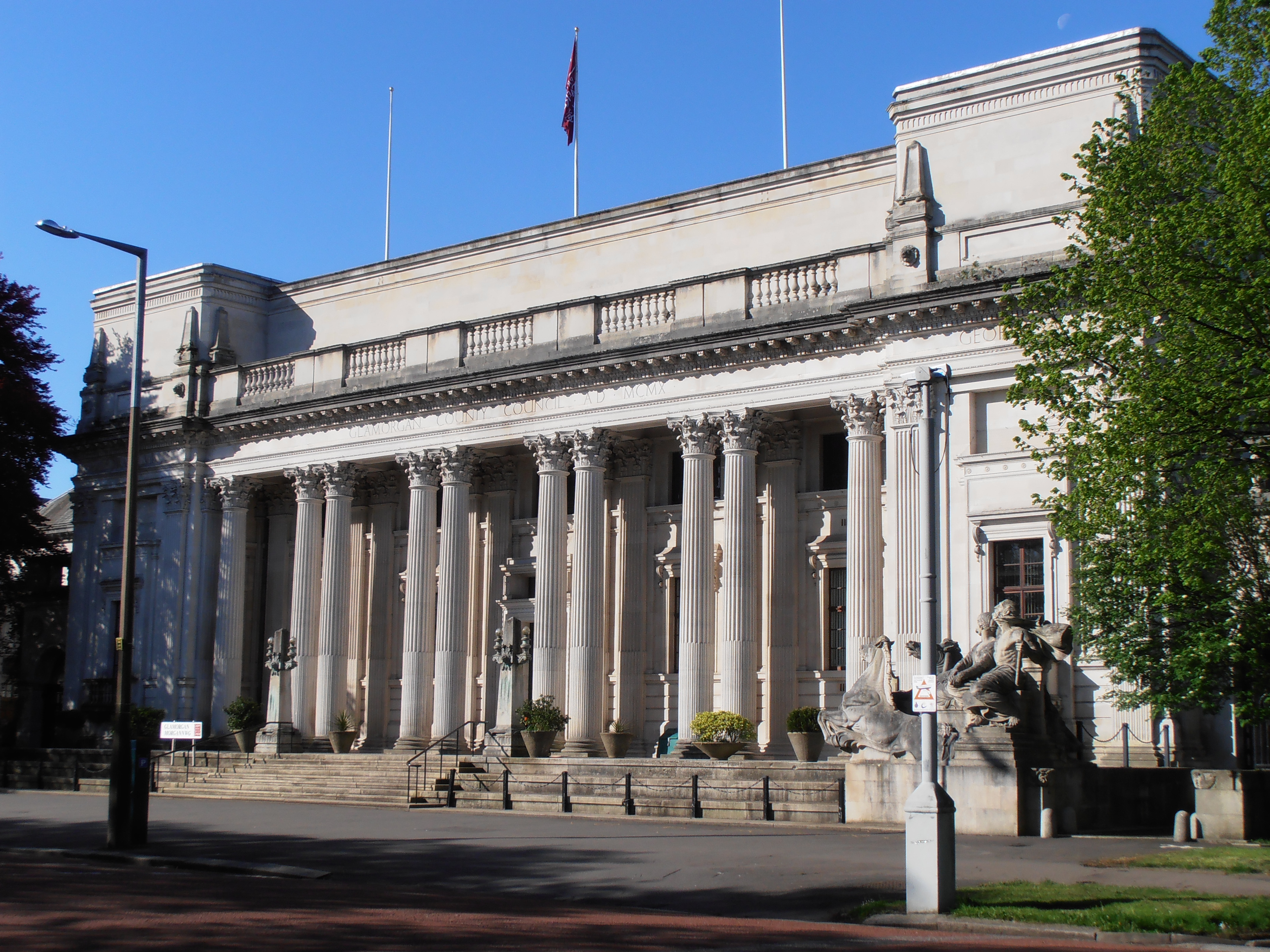
Корпус Ґламорґана

Кардіффський університет продовжує традицію усіх трьох своїх колишніх закладів щодо забезпечення високої якості науково-дослідної освіти в Уельсі, як видно з його п'ятирічної позиції найкращого центру підготовки висококваліфікованих кадрів в Уельсі у «Рейтингу Санді Таймз» до 2017 року [джерело?], коли його обійшов Університет Свонсі. Кардіфф також є єдиним в Уельсі університетом-членом Расельської групи університетів, що активно займаються науковими дослідженнями. На даний час Кардіфф є найсильнішим дослідницьким університетом Уельсу [джерело?].
У Кардіффі працює два Нобелівських лауреата, сер Мартін Еванс та Роберт Губер. Ряд працівників Кардіффського університету було обрано Членами королівського товариства, серед них Ґрема Гатчінґса, професора фізичної хімії та директора Кардіффського Інституту каталізу, Школи хімії, Оле Гольґера Петерсена, Професора і директора Кардіффської школи біологічних наук, та Джона М. Пірса, професора психології.
У 2013 році Кардіффський університет став одним з кращих університетів Великої Британії за підтримку ЛГБТ студентів згідно щорічного путівника «Gay by Degree» від благодійного фонду «Стоунвол».

## Студентське життя

### Студентські помешкання
Університет має чотирнадцять студентських гуртожитків і ряд студентських будинків по всьому місті Кардіфф; надаючи всього 5,362 житлових студентських місць. Вони належать до різних архітектурних стилів та століть, від готичного Ебердейл Голлу, збудованого у 1895 році, до сучасного Телібонт Голлу, збудованого у 1995 році. Всі першокурсники забезпечуються місцями в гуртожитках. Перелік гуртожитків Кардіффського університету:
- Еберконві Голл
- Ебердер Голл
- Картрайт корт
- Колум Голл
- Ґордон Голл
- Рой Дженкінз Голл
- Senghennydd Court
- Senghennydd Hall
- Телібонт Голлз
- Юніверсіті Голл
- Гуртожитки Колум Роуд
- Гуртожитки Студмістечка

## Видатні випускники та викладачі

### Ректори
Список ректорів та деканів Кардіффського університету та його попередників (вказано в дужках):
- з 1883 до 1901 року (Університетський коледж Південного Уельсу та Монтморширу): Джон Вір'яму Джонс[en]
- з 1901 до 1918 року (Університетський коледж Південного Уельсу та Монтморширу): Ернест Говард Ґріффітс Ернест Говард Ґріффітс[en]
- з 1918 до 1929 року (Університетський коледж Південного Уельсу та Монтморширу): Професор A. Г. Троу
- з 1929 до 1949 року (Університетський коледж Південного Уельсу та Монтморширу): Сер Фредерік Різ[en]
- з 1949 до 1966 року (Університетський коледж Південного Уельсу та Монтморширу): Ентоні Бедфорд Стіл[en]
- з 1966 до 1972 року (Університетський коледж Південного Уельсу та Монтморширу): Д-р 'Біл' Бівен[en]
- з 1972 до 1987 року (Університетський коледж Кардіффа): Д-р 'Біл' Бівен[en]
- з 1968 до 1988 року (Інститут науки та технологій Університету Уельсу): Сер Обрі Тротмен-Діккенсон[en]
- з 1988 до 1993 року: Сер Обрі Тротмен-Діккенсон[en]
- з 1993 до 2001 року: Сер Браян Сміт[en]
- з 2001 до 2012 року: Сер Девід Ґрант[en]
- з 2012 року дотепер: Професор Коллін Ріордан[en]

### Глави держав та урядів

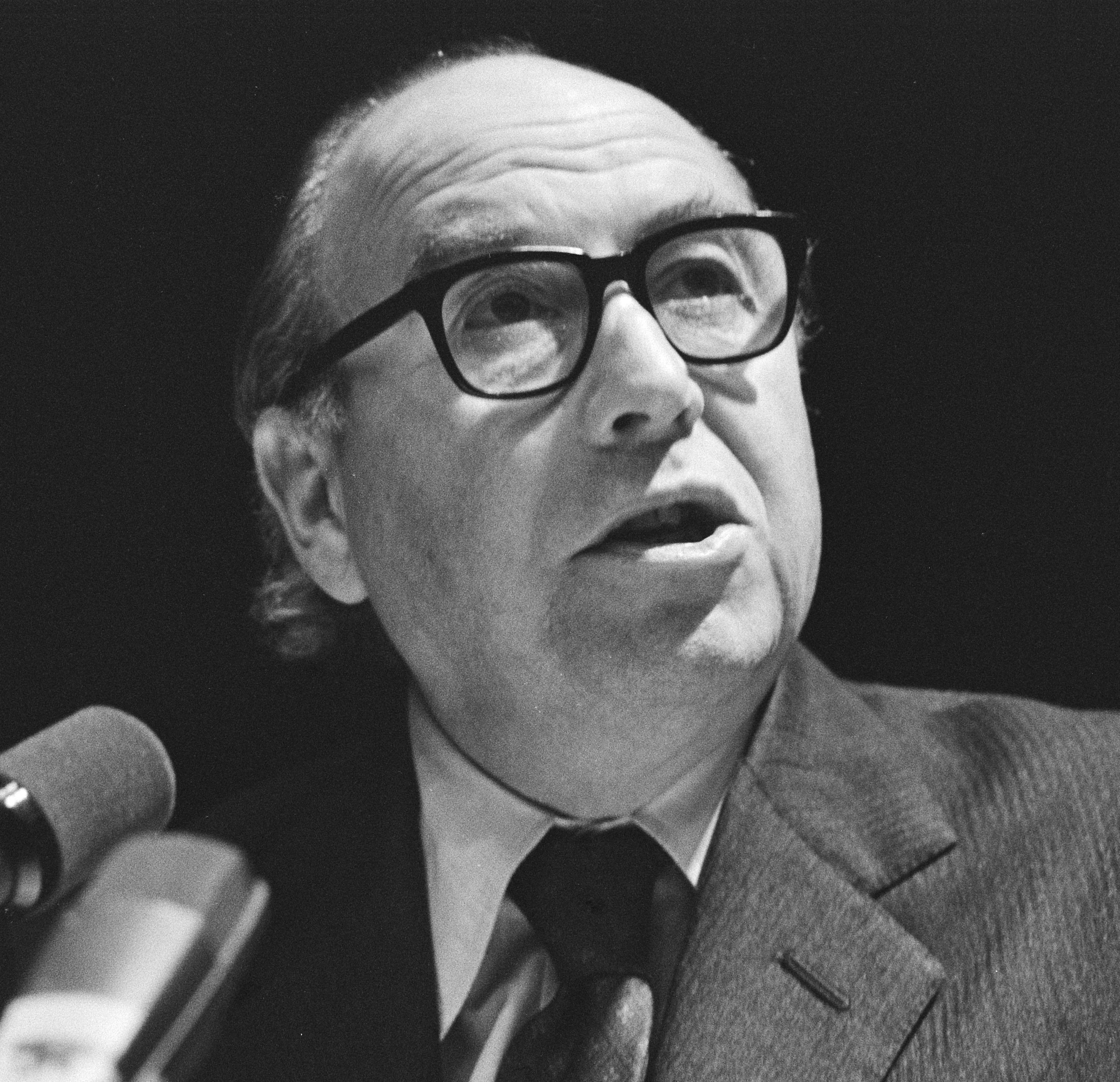
Рой Дженкінс, колишній Президент Європейської комісії

- Рой Дженкінс, колишній Канцлер скарбниці Великої Британії, міністр внутрішніх справ, Президент Європейської комісії та ректор Оксфордського університету (не закінчував)
- Barham Salih, колишній прем'єр-міністр Іракськсько-Курдистанського регіону та колишній заступник прем'єр-міністра федерального уряду Іраку

### Політики та політикині

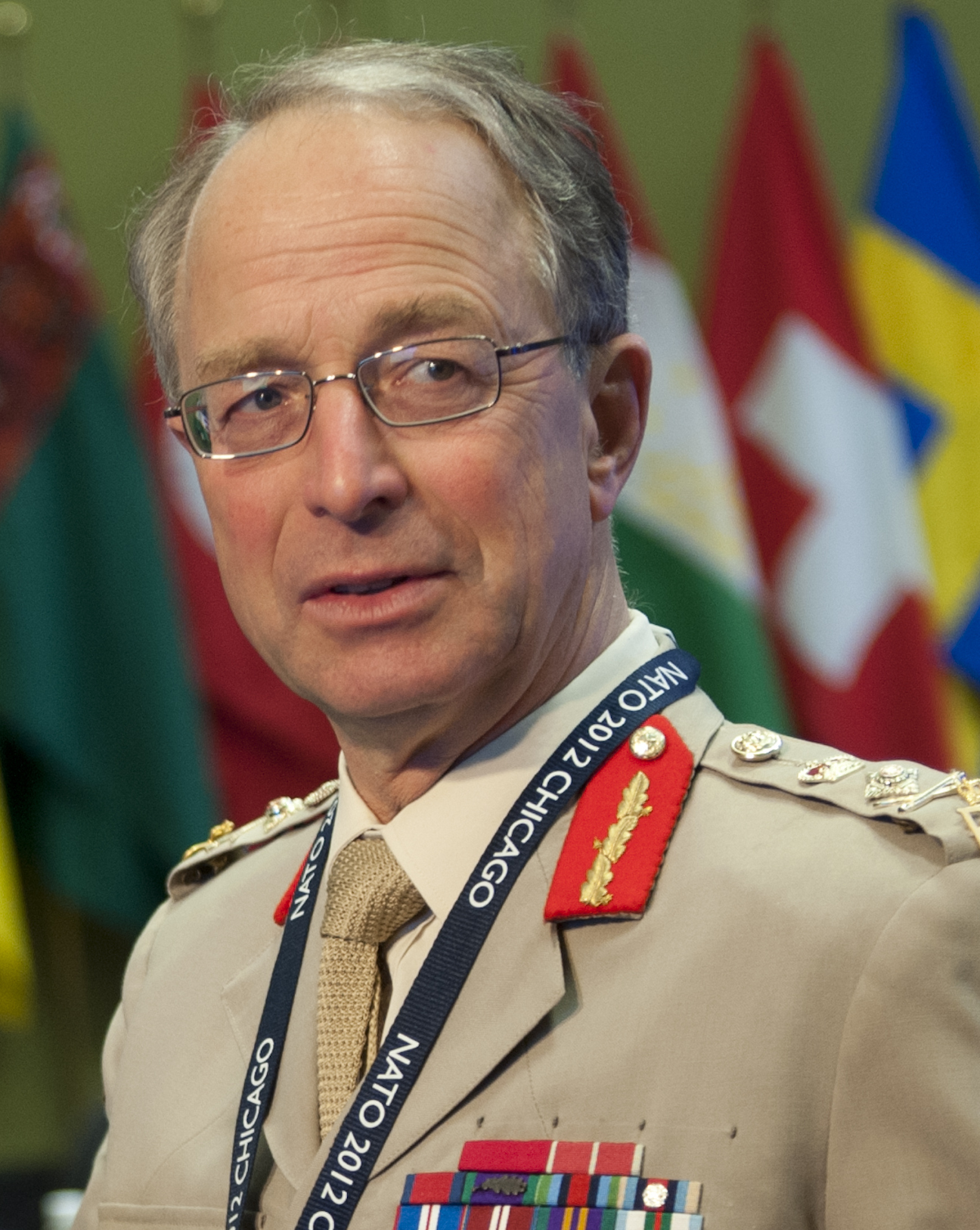
Девід Річардс, Начальник штабу оборони

- Девід Багаті[en], теперішній Державний міністр фінансів Уряду Уганди.
- Крістін Чепмен[en], політична діячка, колишня член Національної асамблеї Уельсу
- Джеффрі Катберт[en], колишій член Національної асамблеї та колишній міністр з питань громад і місцевого самоврядування
- Гефін Девід[en], член Національної асамблеї
- Вейн Девід[en], член Парламенту і колишній міністр зі справ Європи
- Ґуто Гаррі[en], директор з комунікацій адміністрації мера Лондона Бориса Джонсона у Лондонській мерії[en]
- Елін Джонс[en], член Національної асамблеї, її голова[en] та колишня міністриня сільського господарства
- Сер Емір Джонс Перрі[en], колишній постійний представник Великої Британії в Організації Об'єднаних Націй (2003—2007[51])
- Ґленіс Кіннок[en], колишній член Європейського парламенту і колишній Міністр закордонних справ Великої Британії
- Ніл Кіннок, лідер найбільш лояльної до її Величності опозиції[en] (2 жовтня 1983 — 18 липня 1992)
- Майк Геджес[en], член Національної асамблеї
- Гіларі Маркенд[en], колишня депутатка  від округу Східного Кардіффа[en]
- Роберт Мінгіннік[en], співзасновник ГО «Друзі землі»[en][52]
- Крістофер Вальтер Монктон, 3-й Віконт Монктон[en], радник Маргарет Тетчер
- Крейг Олівер[en], колишній директор з комунікацій Консервативної партії
- Білл Раммелл[en], колишній депутат
- Девід Різ[en], член Національної асамблеї
- Лорд Річардс[en], колишній Голова комітету начальників штабів
- Майкл Шрімптон[en], адвокат, державний діяч та прихильник теорії змови
- Джон Сміт[en], колишній депутат, колишній член Комітету оборони[en].
- Браян Вілсон[en], колишній депутат
- Майк Вуд[en], член парламенту

### Науковці та науковиці

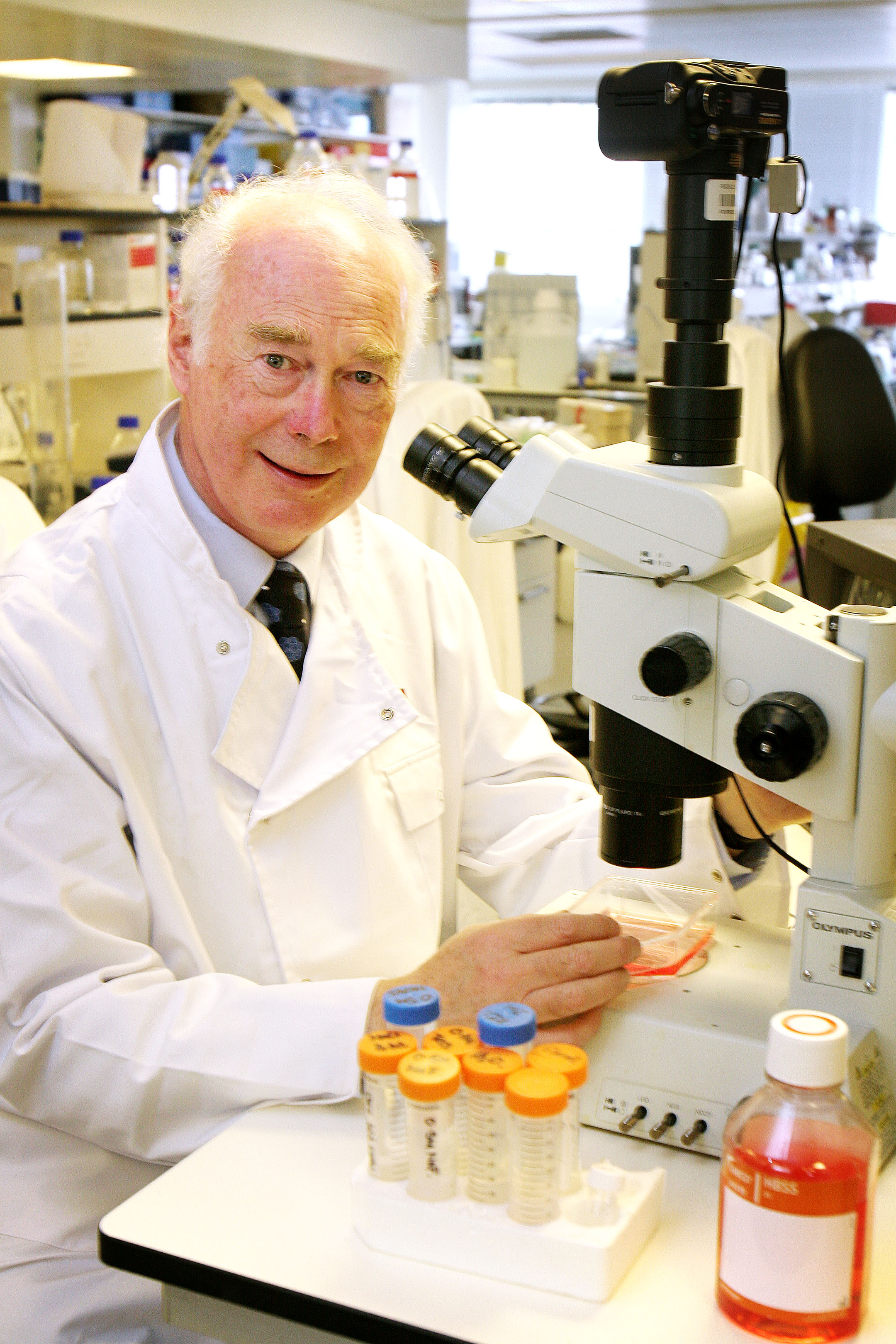
Мартін Еванс, нобелівський лауреат з фізіології і медицини

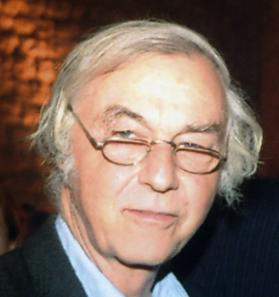
Роберт Губер, нобелівський лауреат з хімії

- Мігель Алькуб'єрре, мексиканський фізик-теоретик
- Рудольф К. Аллеман[en], швейцарський біохімік
- Робін Етфілд[en], філософ
- Мартін Дж. Болл[en], професор мовної патології в університеті Швеції
- Єгуда Бауер[en], професор Голокосту в інституті сучасного юдаїзму ім. Авраама Хармана[en] у гебрейському університеті Єрусалиму
- Лешек Борисєвіч[en], віце-канцлер Кембриджського університету
- Його преосвященство Грегорі Кемерон[en], єпископ Сент-Асафа
- Шейла Кемерон[en], королівська суддя[en] (QC), юрист та церковна суддя
- Арчі Кокрейн, піонер наукового методу в медицині
- Пітер Коулз[en], професор астрофізики
- Його преосвященство Пол Колтон[en],єпископ Коркський, Клойнський та Росський[en]
- Девід Крауч[en], історик
- Алан Дейвіс[en], вчений-біолог
- Г'ю Діксон[en], економіст
- Стівен Даннет[en], вчений невролог
- Сер Мартін Еванс, лауреат Нобелівської премії з медицини[53] 2007 року
- Димитра Фімі[en], письменниця
- Карен Гольфорд[en], інженер
- Роберт Губер, професор хімії, лауреат Нобелівської премії з хімії[54][55] 1988 року
- Джон Лафлін[en], професор політики
- Воган Лоу[en], королівський адвокат[en] (QC), професор міжнародного публічного права[en] в Оксфордському університеті
- Патрік Мінфорд[en], професор прикладної економіки
- Джон Ворвік Монтґомері[en] — американський юрист і богослов; видатний професор-дослідник філософії і християнської думки в Коледжі ім. Патріка Генрі[en][56].
- Крістофер Норріс[en], літературний критик
- Сер Кіт Пітерс[en], Королівський професор фізики[en] в Кембриджському університеті
- Літон Дарем Рейнольдс[en], заслужений професор класичних мов та літератури, Оксфордський університет
- Еліс Робертс[en], клінічна анатоміст та остеоархеолог
- Венді Седлер[en], фізик і популяризатор науки
- Г. В. Ллойд Таннер[en], професор математики та астрономії (1883—1909)
- Памела Тейлор[en], професор судової психіатрії з 2004 року
- Міна Упадхайя[en], медична генетикиня
- Його преосвященство Домінік Вокер[en], єпископ Монмутський
- Кіт Ворд[en], філософ, професор богослов'я у коледжі Грешем
- Чандра Вікрамасінґ[en], професор кафедри прикладної математики
- Рейнельт Нентлейс Вільямс[en], академік

### Бізнесмени
- Спенсер Дейл[en], головний економіст, Банк Англії
- Ендрю Ґульд[en], голова і колишній генеральний директор компанії «Шлюмберже́» Schlumberger [57]
- Мартін Льюїс[en], журналіст з питань особистих фінансів, вебпідприємець та телеведучий
- Дейм Мері Перкінс[en], співзасновниця компанії Specsavers[en]
- Кері Павелл[en], старша виконавча директорка компанії Ройял Датч Шелл
- Джон Петтігрю[en], генеральний директор компанії «National Grid plc[en]»

### Спортсмени
- Натан Клеверлі, професійний боксер і колишній чемпіон світу WBO WBO у напівважкій вазі
- Гарет Дейвіс[en], колишній гравець  регбі  та теперішній головний виконавчий директор рейгбійного клубу Кардіффа[en]
- Джеральд Девіс[en], колишній гравець регбі за Уельс і міжнародну спілку  «Британські та ірландські леви[en]»
- Майк Голл[en], колишній гравець регбі за Уельс і міжнародну спілку «Британські та ірландські леви»
- Стівен Аутбрідж[en], бермудський гравець у крикет
- Джеймі Робертс[en], гравець регбі за Уельс і міжнародну спілку  «Британські та ірландські леви[en]»
- Джеймс Томлінсон[en], англійський гравець у крикет
- Бредлі Водлен[en], Уельський гравець у крикет
- Алекс Ґауф[en]

### Митці та журналісти
- Метт Барбет[en], журналіст

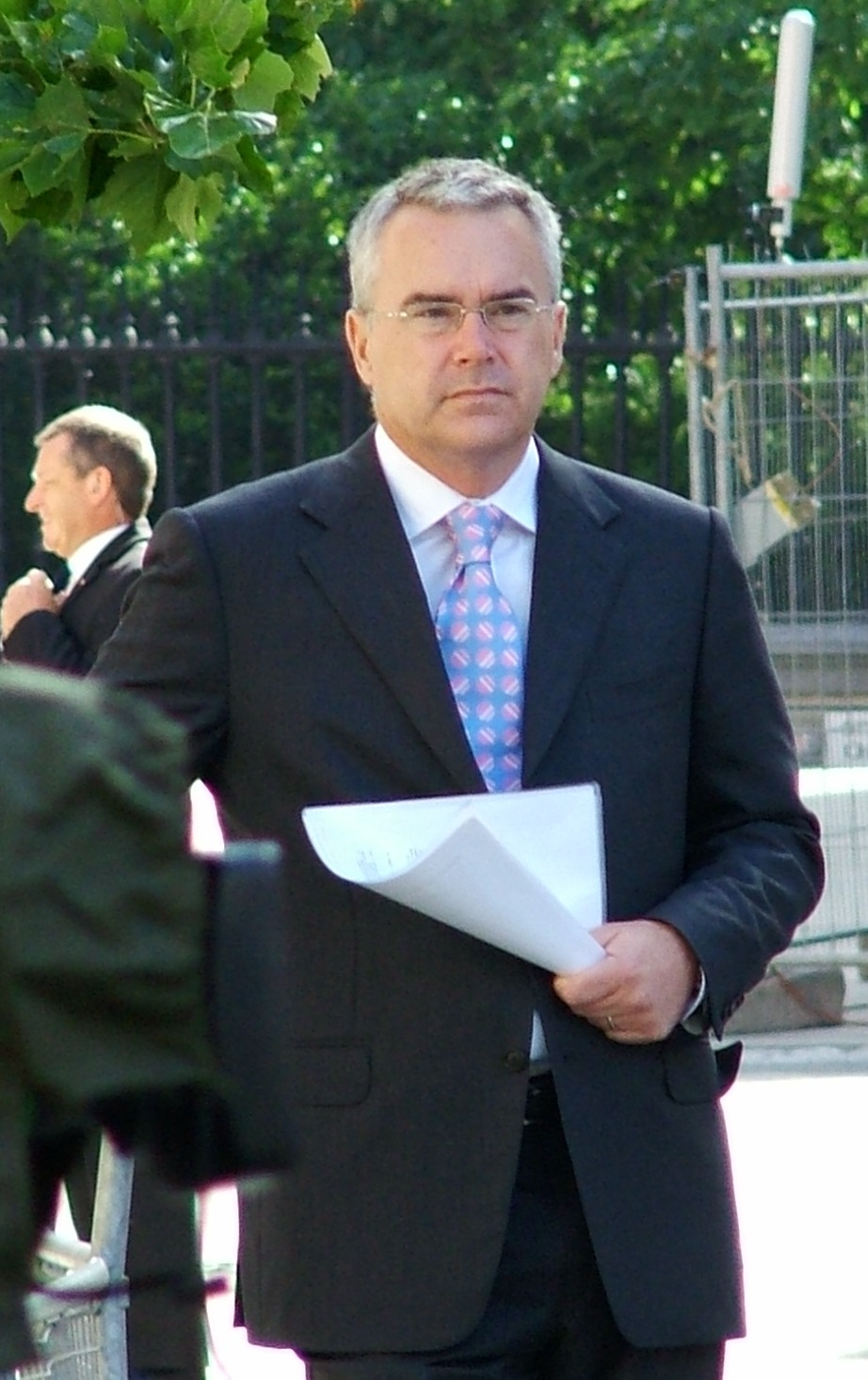
Г'ю Едвардс, журналіст, лауреат премії Британської академії кіно та телебачення (BAFTA)

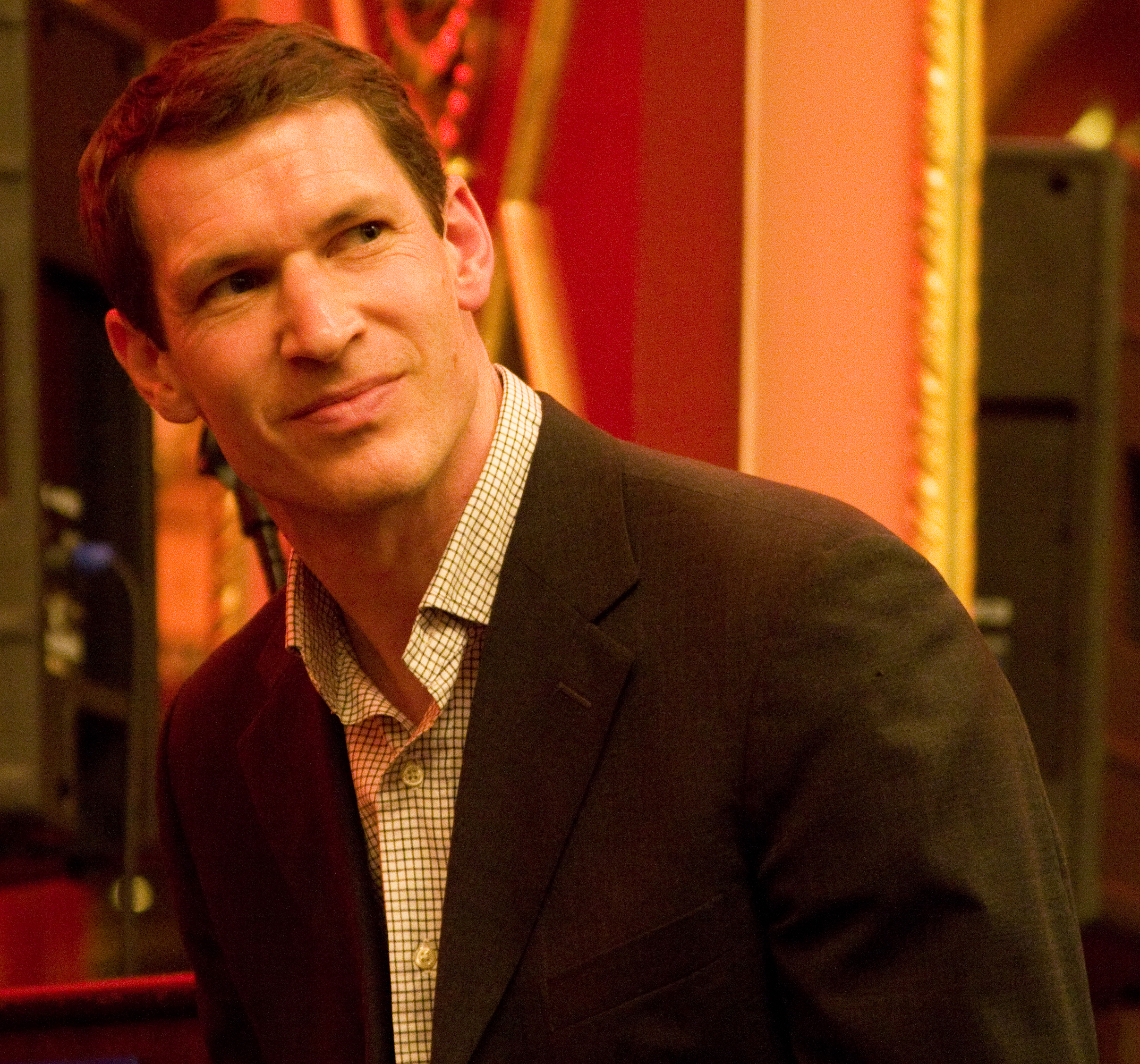
Тім Гетерінґтон, номінант на премію «Оскар» за найкращий документальний повнометражний фільм у 2011 році

- Меніш Безін[en], журналіст і телеведучий
- Нік Брумфільд[en], режисер документальних фільмів, лауреат пожиттєвої нагороди за досягнення від  Британської академії телебачення та кіномистецтва (BAFTA)
- Філіп Кеш'єн[en], композитор
- C'ю Чермен-Андерсон[en], журналістка та консультантка із соціального програмного забезпечення.
- Едріен Чайлз[en], телеведучий
- Джилліан Кларк[en], поетка, нагороджена золотою медаллю Королеви за внесок у поезію
- Г'ю Едвардс[en]
- Кен Ілаяс[en], митець/художник
- Макс Фостер[en], телеведучий CNN, CNN Today[en] [58]
- М.А.Ґріффітс[en], поетка
- Джулія Гартлі-Брювер[en], журналістка і телеведуча
- Цзян Гепін[en], виконавчий директор центру спортивних програм телекомпанії CCTV CCTV та інспектор каналу CCTV-5[en]
- Тім Гетерінґтон[en], фотожурналіст та співпродюсер фільму «Рестрепо[en]», що був номінований на премію «Оскар» за найкращий документальний повнометражний фільм
- Еліс Джеймс[en], стенд-ап комік та актор
- Ален Годдінотт[en], композитор
- Сьйонд Джеймс, хоровий диригент
- Карл Дженкінс, композитор
- Алан Джонстон[en], журналіст
- Різ Хан[en], журналіст і телерепортер
- Бернард Найт, письменник кримінального жанру
- Саймон Лейн[en], співзасновник і креативний директор компанії «Yogscast»
- Ґвілем Лі[en], актор.
- Шон Ллойд[en], телеведучий
- «Los Campesinos![en]», інді поп-група з шістьох учасників
- Філіп Медок[en], актор
- Пол Муркрафт[en], письменник
- Шерон Морґан[en], актриса
- Джоанна Натасеґара[en], продюсерка документальних фільмів, володарка премії «Оскар» за документальний  фільм для компанії Netflix «Білі шоломи[en]»
- Шон Філліпс[en], актриса
- Сюзанна Рейд[en], телеведуча
- Джеймс Райтон[en], музикант
- Арлін Сьєрра[en], композитор
- Марі Стречен[en], письменниця, бібліотекарка
- Річард Тейт, колишній керівник та член правління компанії BBC
- Крейг Томас[en], письменник
- Ведіка[en], індійська актриса
- Грейс Вільямс[en], композитор
- Рон Смерчек[en], актор [59]
- Ібрагім Шім[en], нігерійський журналіст, письменник, видавець